# Нова Забудова (Житомир)
Новоє Строєніє (Нова Забудова) — історична місцевість Житомира.  

## Характеристики

### Розташування
Місцевість розташована в Богунському районі міста. Знаходиться в північній частині Старого міста. Розташована в периметрі вулиць Домбровського, Князів Острозьких, Грушевського, Покровської. 
Включає у себе місцевість Гончарну Слободу.

### Забудова
Забудова місцевості переважно житлова. Для місцевості характерна змішана забудова — серед багатоповерхової житлової забудови 1970-х — 1990-х рр. частково збереглася садибна та малоповерхова забудова кінця XIX — поч. XX ст. Найбільше така забудова зосереджена вздовж вулиці Домбровського та прилеглих провулків, а також наприкінці вулиць Небесної Сотні та Хлібної. Вздовж вулиць Гончарної, Старогончарної, Гончарного провулка історична садибна забудова першої половини XIX ст.

#### Пам'ятки архітектури
- Будинок ремісничного училища (1914 рік побудови).

### Транспорт
Назначніші вулиці з автобусним, тролейбусним рухом є умовними межами місцевості: вулиці Покровська й Михайла Грушевського. Крізь місцевість пролягають вулиці, по яким здійснюється рух громадського транспорту — Домбровського, Князів Острозьких, Небесної Сотні.

## Історичні відомості
Місцевість формувалася внаслідок розпланування північної частини міста, колишнього передмістя, відомого з XVIII ст. як Гончарна Слобода, під нові житлові квартали, згідно з Генеральним планом міста 1847-1852 рр.    
З кінця XVIII — початку XIX ст. у периметрі сучасних вулиць Домбровського, Князів Острозьких, Грушевського, Покровської існував Гончарний хутір з власною мережею вулиць і провулків, що у тій чи іншій мірі збереглися дотепер — вулиці Гончарна, Старогончарна, провулки Гончарний та Будівельний.     
Генпланом 1847-1852 рр. передбачалася прорізка нових вулиць крізь Гончарний хутір. Нові вулиці мали утворювати чотирикутні квартали правильної форми (близької до прямокутної). Внаслідок реалізації генплану, протягом другої половини XIX ст. — першої половини XX ст., стара вулична система і забудова Гончарної Слободи гармонійно, без суттєвого порушення її забудови та планувальної схеми, поступово вписалася у нову систему планування міста.    
Станом на 1915 рік всередині нових кварталів опинилася Гончарна вулиця та частина Старогончарної вулиці, оскільки сформувалися північні ділянки вулиць Московської та Хлібної, а також поперечні вулиці Сінна, Прохорівська, Іванівська. Нові вулиці забудовувалися переважно міщанами із середнім достатком.    
Внаслідок прорізки й забудови у 1950-х роках нових ділянок вулиць, запроєктованих ще в середині XIX ст., а саме ділянки Крошенської вулиці (від вулиці Чапаєва до Сінної вулиці), вулиці Мануїльського (на землях колишнього хутора Перша Хінчанка), всередині нових кварталів опинилися Старогончарна вулиця (у тому числі провулок Косачів, що виділився в самостійний провулок згодом) та Гончарний провулок.     
Назва місцевості пояснюється тим, що наприкінці XIX ст. — на початку XX ст. ця місцевість була для Житомира місцем нової забудови. Назва «Новоє Строєніє» вживалася офіційно в документах другої половини XIX ст. й початку XX ст. Згодом назва забута, та нині не вживається навіть старожилами. Місцевість показана за назвою «Нова Будова» на мапі міста 1996 року.    